# Mar Mari
Mar Mari (c'est-à-dire en syriaque saint Mari) est selon la tradition de l'Église de l'Orient un missionnaire chrétien qui pénétra dans le territoire du royaume des Parthes, et qui prêcha à Séleucie-Ctésiphon, et à ce titre participa à la fondation de cette Église. Il y est fêté le 4 août. 
Les Actes de Mar Mari sont en fait un texte tardif, composé après la conquête musulmane (au VIIe  ou au VIIIe siècle), sans doute par un moine du monastère Dayr Qunni, près de Séleucie-Ctésiphon, où les reliques du saint étaient conservées. En trente-quatre paragraphes est relaté le voyage missionnaire de Mari le long du Tigre, jusqu'à Kaskar, et plus à l'est jusqu'au Fars. Mari est présenté comme l'un des soixante-dix disciples dont parle l'Évangile de Luc (X, 1-24), de même qu'Addaï, l'« apôtre » d'Édesse, qui dirige au début la mission au nom de Judas Thomas, et qui envoie Mari vers l'est, au pays de Babylone. Les cinq premiers chapitres renvoient au texte du Ve siècle intitulé Doctrine d'Addaï, rédigé à Édesse et qui ne parle pas de Mari. 
D'Édesse et Nisibe, Mari se rend d'abord en Arzanène, puis dans le Beit Garmaï (région de Kirkouk), puis descend vers Séleucie-Ctésiphon, et ensuite continue dans la Mésène (Beth Maïsan), la Susiane (Beth Houzayé) et enfin le Fars (Beth Parsayé). Il accomplit de nombreux miracles et prêche à tous aussi bien à la cour royale que dans des assemblées politiques (une sorte de sénat à Séleucie-Ctésiphon). Parmi ses miracles, il guérit notamment la fille du roi Artaban IV de la lèpre, démontrant ainsi, de manière tangible sa vocation de missionnaire. Impressionné, le roi l'autorise à construire une église (église de Kokheh) non loin de Ctésiphon.
Il s'oppose aux adeptes du mazdéisme et rencontre des membres de minorités religieuses : au § 27, en Mésène, il a affaire à un certain Dusthi, représentant d'un mouvement « baptiste » (proche des Mandéens?), qui est évoqué dans une notice de Théodore Bar Koni (« l'hérésie des dosthéens qu'enseigna Ado le mendiant »). Le texte s'achève par une célébration commémorative sur le tombeau du saint.
La figure de Mar Mari a revêtu une grande importance pour l'Église de l'Orient : le siège des catholicos est appelé « siège de Mar Mari et de Mar Addaï », et les listes traditionnelles de succession commencent avec Mar Mari. La cérémonie d'investiture du catholicos s'achevait autrefois avec faste autour des reliques du saint, comme le texte des Actes. La liturgie ordinaire de cette Église, en syriaque, s'appelle « liturgie d'Addaï et de Mari » ; sa formulation définitive est attribuée au catholicos Ichoyahb III. Avec Addaï il est fêté le 5 août. 

## Édition du texte
- Christelle et Florence Jullien (éds.), Les Actes de Mar Mari, CSCO 602/603 (Script. Syri 234/235), syriaque et français, Peeters, Louvain, 2003.

### Articles liés
- Liste des primats de l'Église apostolique assyrienne de l'Orient
- Anaphore d'Addaï et Mari